# 津嘉山寿穂
津嘉山 寿穂（つかやま ひさなお、1994年9月8日 - ）は、日本の男性俳優、声優。沖縄県出身。フクダ&Co.所属。

## 来歴
2016年から2018年までスーパーエキセントリックシアター（映画放送部）に所属していた。
2022年からフクダ&Co.所属。

## 人物
趣味はドラム、歌唱、ファッション、料理。
特技はギター、ベース（バンド経験6年）、ロードバイク（ECOスピリッドライド2012センチュリー160km走破）。
資格はワープロ検定2級。

## 出演

### テレビドラマ
- Rの法則スペシャル 大江戸ロボコン（2017年、弟子）
- 眩〜北斎の娘〜（2017年、冨）
- 男水!（2017年、高浦一郎）

### 吹き替え

#### 映画
2022年
- その道の向こうに（理学療法士の男）
- フォーリング・フォー・クリスマス（ケニー）
- レイモンド&レイ（レオン〈クリス・シルコックス〉）

2023年
- インディ・ジョーンズと運命のダイヤル
- 80 For Brady: エイティ・フォー・ブレイディ（トニー）
- キル・ボクスン
- クルキッドマン/歪み男（ノア〈キャメロン・ジェボ〉）
- バビロン
- ブラッド・アンド・ゴールド ～黄金の血戦場～（ケーラー）

2024年
- バッド・デイ・ドライブ

2025年
- 戦争のはらわたII（ケッペル）
- マレガオンのスーパーボーイズ〜夢は映画と共に〜

#### ドラマ
2022年
- オールモスト・ネバー2 夢みるバンド物語（ゼイン）
- 神話クエスト:レイヴンズ・バンケット シーズン3（カイ 他）
- Face to Face2-尋問-（警官）
- 神話クエスト シーズン3 #2（カイ）
- わが愛しのブロックバスター #3（デイモン）

2023年
- アストリッドとラファエル2 文書係の事件録 シーズン2 #3（バンジャマン・コスト）
- クラス・オブ・2007 #1（ダニー）
- 黒い森 殺人事件（トマ〈レオ・マソ〉）

2024年
- ニュールック（アンドレ）
- ALERT 失踪者緊急警報 #9（プレストン）
- マイ・デーモン（チョン・グウォン〈ソン・ガン〉）
- マスターズ・オブ・ザ・エアー

2025年
- 恋するムービー（コ・ジュン〈キム・ジェウク〉）
- ベルリンER

#### テレビ番組
- イカゲーム: ザ・チャレンジ
- 白と黒のスプーン 〜料理階級戦争〜
- 脱出おひとり島 シーズン4（ユク・ジュンソ）
- 地球ドラマチック 山の獣医師たち〜北アイルランド〜
- フィジカル100 シーズン2（パワー）

#### アニメ
- スター・ウォーズ: テイルズ・オブ・ジェダイ #6（村の男性）
- トワイライト・オブ・ザ・ゴッズ 〜神々の黄昏〜（エーギル）
- 百妖譜（給仕、青年僧、僧侶、店員男、部下男 他[7]）

### CM
- 東レ「トレビーノ〜からだの大事は水から」
- マクドナルド
  - 「マックフルーリー パイナップルグレープ禁断のコラボ」
  - 「逆転オセロニア〜マクドナルドコラボ」
- ミクシー「モンスターストライク〜帰りたくない」

### 舞台
- ガラスの仮面（2016年）
- 男水!DANSUI!（2017年）
- 桃山ビート・トライブ（2017年）